# L 밴드
L 밴드는 1-2GHz의 주파수 대역을 말한다.

## 휴대폰
2013년 8월 30일, 대한민국 미래창조과학부는 이동통신 주파수 경매 결과를 발표했다. SK텔레콤 1.8 GHz 35 MHz C2블록 1조 500억원, KT 1.8 GHz 15 MHz D2블록 9001억원, LG유플러스는 S 밴드인 2.6 GHz 40 MHz B2블록 4788억원에 낙찰되었다.
GSM 휴대폰은 800–900 MHz와 1800–1900 MHz의 주파수를 사용한다. 이리듐 위성은 1616-1626.5 MHz를 사용한다. 인마샛과 라이트스퀘어드는 1525-1646.5 MHz를 사용한다. 투라야 위성폰은 1525-1661 MHz를 사용한다.

## GPS
미국의 GPS는 1176.45 MHz (L5), 1227.60 MHz (L2), 1381.05 MHz (L3), and 1575.42 MHz (L1)의 주파수를 사용한다. 러시아의 GLONASS, 한국이 참여하고 있는 유럽의 갈릴레오도 모두 L 밴드 주파수를 사용한다.

## 레이다
독도함에서 사용하는 SMART-L 레이다가 L 밴드를 사용한다. 러시아 스텔스기 PAK FA도 좌우 날개에 L 밴드 레이다를 장착했다. L 밴드는 X 밴드 보다 레이다 탐지 정확도가 부정확하지만, 스텔스 도료는 X 밴드에서 큰 스텔스 효과가 있고, L 밴드에서는 스텔스 성능이 약하다고 알려져 있다.
2005년 대한민국의 슬램이글 전투기에 장착한 대표무기인 슬램 미사일이 휴대폰 주파수와 같아 문제가 된다는 보도가 있었다.

## 아마추어 무선
아마추어 무선에서는 23센티미더 밴드라고 부른다. 1240 MHz에서 1300 MHz 대역이 ITU에서 정한 국제아마추어밴드이다. 2009년 F6KUP/P 아마추어무선사는 10W 송신출력으로 952 km 떨어진 EA2DR/1 아마추어무선사와 교신하는데 성공했다. 대략 서울에서 도쿄, 서울에서 베이징 까지의 거리다. 대류권 덕트 교신의 경우 4,150 km까지 교신이 가능하다고 한다.

## 다른 주파수 밴드
| L 밴드  | 1 to 2 GHz     |
| S 밴드  | 2 to 4 GHz     |
| C 밴드  | 4 to 8 GHz     |
| X 밴드  | 8 to 12 GHz    |
| Ku 밴드 | 12 to 18 GHz   |
| K 밴드  | 18 to 26.5 GHz |
| Ka 밴드 | 26.5 to 40 GHz |
| Q 밴드  | 30 to 50 GHz   |
| U 밴드  | 40 to 60 GHz   |
| V 밴드  | 50 to 75 GHz   |
| E 밴드  | 60 to 90 GHz   |
| W 밴드  | 75 to 110 GHz  |
| F 밴드  | 90 to 140 GHz  |
| D 밴드  | 110 to 170 GHz |